# 월터의 비밀 인생
월터의 비밀 인생(The Secret Life Of Walter Mitty)은 미국에서 제작된 노먼 Z. 맥레오드 감독의 1947년 테크니컬러 코미디 영화이다. 대니 케이 등이 주연으로 출연하였고 사무엘 골드윈 등이 제작에 참여하였다.

## 출연

### 주연
- 대니 케이
- 버지니아 메이요

### 조연
- 보리스 칼로프
- 페이 베인터
- 앤 루더포드
- 터스톤 홀

## 제작진
- 원작자: 제임스 서버
- 의상: 아이린 세러프